# Warren Tchimbembé
Warren Tchimbembé (Gonesse, 21 de abril de 1998) es un futbolista francés que juega de centrocampista.

## Trayectoria
Tchimbembé comenzó su carrera deportiva en el E. S. Troyes A. C. II, debutando como profesional con el primer equipo el 3 de agosto de 2018, en la derrota por 2-1 de su equipo, frente al Stade Brestois 29, en un partido de la Ligue 2.

### Metz
En 2020 fichó por el F. C. Metz, que en ese momento militaba en la Ligue 1. En enero de 2022, después de haber completado la primera parte del curso con el equipo, fue cedido al C. D. Mirandés para competir en la Segunda División de España. En agosto volvió a ser prestado, siendo el E. A. Guingamp su destino.
Jugó un total de 26 partidos y dejó el club una vez expiró su contrato al término de la temporada 2023-24.

## Clubes
| Club                    | País    | Año       |
| ----------------------- | ------- | --------- |
| E. S. Troyes A. C. "II" | Francia | 2015-2018 |
| E. S. Troyes A. C.      | Francia | 2018-2020 |
| F. C. Metz              | Francia | 2020-2024 |
| C. D. Mirandés (cedido) | España  | 2022      |
| E. A. Guingamp (cedido) | Francia | 2022-2023 |